# Хобокен у Голлівуді
Хобокен у Голлівуді (англ. Hoboken to Hollywood) — американська короткометражна кінокомедія режисера Дель Лорда 1926 року.

## Сюжет
Біллі Джудкінс — природно похмура людина. Його життя змінюється, коли він переїжджає в новий голлівудський офіс компанії Хобокен. Він збирається їхати туди з його дружиною і матір'ю. Впродовж дороги, вони стикаються з паном Пінкні і його новою нареченою, які також їдуть на захід.

## У ролях
- Біллі Беван — Біллі Джудкінс
- Леонора Саммерс — місіс Біллі Джудкінс
- Вернон Дент — містер Пінкні
- Тельма Хілл — місіс Пінкні
- Анна Магрудер — теща Біллі
- Лео Салкі — президент компанії
- Тайні Ворд — Роско / індіанець
- Барней Хеллум — індіанець